# کلاریوم کپیتال
کلاریوم کپیتال (انگلیسی: Clarium Capital) شرکت سرمایه‌گذاری آمریکایی است، که در سال ۲۰۰۲ توسط پیتر تیل یکی از بنیانگذاران PayPal و سرمایه گذار اولیه در فیس بوک، در سانفرانسیسکو تأسیس شد.
دارایی های تحت مدیریت آن در سال ۲۰۰۸ به ۸ میلیارد دلار افزایش یافت، پس از آن مجموعه ای از سرمایه گذاری های بی سود و بازخرید مشتریان این رقم را به حدود ۳۵۰ میلیون دلار در سال ۲۰۱۱ کاهش داد.